# Resolutie 2018 Veiligheidsraad Verenigde Naties
Resolutie 2018 van de Veiligheidsraad van de Verenigde Naties werd unaniem door de VN-Veiligheidsraad aangenomen op 31 oktober 2011. De resolutie veroordeelde de groeiende piraterij in de Golf van Guinee en vroeg de omliggende landen om gezamenlijke maatregelen.

## Achtergrond
Na de Afrikaanse oostkust werd piraterij ook aan de westkust van het continent een steeds groter probleem. De aanvallers hadden het vooral gemunt op ladingen en werden steeds gewelddadiger. Omdat de kwestie de economische ontwikkeling van de landen rondom de Golf van Guinee in de weg stond drong een internationaal antwoord zich op.

## Inhoud

### Waarnemingen
Er rees bezorgdheid over piraterij en gewapende overvallen in de Golf van Guinee die de internationale scheepvaart en de economische ontwikkeling van de landen in de buurt bedreigden. De piraten namen ook gijzelaars en schuwden het geweld niet.
De landen rond de Golf van Guinee probeerden reeds hier iets aan te doen. Zo werd er al gezamenlijk op zee gepatrouilleerd. Ze hadden echter internationale bijstand nodig.

### Handelingen
De piraterij in de Golf van Guinee werd door de Veiligheidsraad veroordeeld. De omliggende landen hadden een top gepland om actie te ondernemen. De Raad vroeg deze landen om de volgende punten op te nemen in hun strategie:
a. Nationale wetgeving die piraterij strafbaar stelt,
b. Een regionaal kader voor het delen van informatie en coördineren van operaties,
c. Internationale akkoorden inzake de veiligheid van scheepvaart opnemen in de nationale wetgevingen.
De internationale gemeenschap werd gevraagd deze landen bij te staan in de strijd tegen piraterij als zij daarom vroegen.

## Verwante resoluties
- Resolutie 2039 Veiligheidsraad Verenigde Naties (2012)

Lijst ·  1967 ·  1968 ·  1969 ·  1970 ·  1971 ·  1972 ·  1973 ·  1974 ·  1975 ·  1976 ·  1977 ·  1978 ·  1979 ·  1980 ·  1981 ·  1982 ·  1983 ·  1984 ·  1985 ·  1986 ·  1987 ·  1988 ·  1989 ·  1990 ·  1991 ·  1992 ·  1993 ·  1994 ·  1995 ·  1996 ·  1997 ·  1998 ·  1999 ·  2000 ·  2001 ·  2002 ·  2003 ·  2004 ·  2005 ·  2006 ·  2007 ·  2008 ·  2009 ·  2010 ·  2011 ·  2012 ·  2013 ·  2014 ·  2015 ·  2016 ·  2017 ·  2018 ·  2019 ·  2020 ·  2021 ·  2022 ·  2023 ·  2024 ·  2025 ·  2026 ·  2027 ·  2028 ·  2029 ·  2030 ·  2031 ·  2032